# Bolitoglossa pacaya
Espèce
Bolitoglossa pacaya est une espèce d'urodèles de la famille des Plethodontidae.

## Répartition
Cette espèce est endémique du Guatemala. Elle se rencontre de 1 700 à 2 300 m d'altitude sur le volcan Pacaya dans la Sierra Madre de Chiapas dans les départements d'Escuintla et de Guatemala.

## Description
Le mâle holotype mesure 77,9 mm de longueur totale dont 45,3 mm de longueur standard et 32,6 mm pour la queue et les 23 spécimens observés lors de la description originale mesurent en moyenne 65,42 mm dont 26,91 mm pour la queue.

## Étymologie
Cette espèce est nommée en référence au lieu de sa découverte, le volcan Pacaya.

## Publication originale
- Campbell, Smith, Streicher, Acevedo & Brodie, 2010 : New salamanders (Caudata: Plethodontidae) from Guatemala, with miscellaneous notes on known species. Miscellaneous Publications Museum of Zoology University of Michigan, no 200, p. 1-66.